# Diocesi di Sete Lagoas
La diocesi di Sete Lagoas (in latino: Dioecesis Septemlacunensis) è una sede della Chiesa cattolica in Brasile suffraganea dell'arcidiocesi di Belo Horizonte. Nel 2022 contava 395.365 battezzati su 505.092 abitanti. È retta dal vescovo Francisco Cota de Oliveira.

## Territorio
La diocesi comprende 22 comuni nella parte centrale dello stato brasiliano di Minas Gerais: Araçaí, Baldim, Cachoeira da Prata, Caetanópolis, Capim Branco, Cordisburgo, Fortuna de Minas, Funilândia, Inhaúma, Jaboticatubas, Jequitibá, Maravilhas, Martinho Campos, Matozinhos, Papagaios, Paraopeba, Pequi, Pompéu, Prudente de Morais, Santana de Pirapama, Santana do Riacho, Sete Lagoas.
Sede vescovile è la città di Sete Lagoas, dove si trova la cattedrale di Sant'Antonio di Padova.
Il territorio si estende su una superficie di 12.153 km² ed è suddiviso in 41 parrocchie, raggruppate in 5 regioni pastorali.

## Storia
La diocesi è stata eretta il 16 luglio 1955 con la bolla Clementissimi Servatoris di papa Pio XII, ricavandone il territorio dalle arcidiocesi di Belo Horizonte e di Diamantina.
L'11 settembre 1958, con la lettera apostolica Anno saeculari, dello stesso papa Pio XII ha proclamato la Beata Maria Vergine Immacolata patrona principale della diocesi.

## Cronotassi dei vescovi
Si omettono i periodi di sede vacante non superiori ai 2 anni o non storicamente accertati.
- José de Almeida Batista Pereira † (7 novembre 1955 - 2 aprile 1964 nominato vescovo di Guaxupé)
- Daniel Tavares Baeta Neves † (4 giugno 1964 - 8 luglio 1980 deceduto)
- José de Lima † (7 giugno 1981 - 27 ottobre 1999 ritirato)
- Guilherme Porto (27 ottobre 1999 succeduto - 20 settembre 2017 ritirato)
- Aloísio Jorge Pena Vitral (20 settembre 2017 - 10 giugno 2020 dimesso)
- Francisco Cota de Oliveira, dal 10 giugno 2020

## Statistiche
La diocesi nel 2022 su una popolazione di 505.092 persone contava 395.365 battezzati, corrispondenti al 78,3% del totale.
| anno | popolazione | popolazione | popolazione | presbiteri | presbiteri | presbiteri | presbiteri                | diaconi | religiosi | religiosi | parrocchie |
| anno | battezzati  | totale      | %           | numero     | secolari   | regolari   | battezzati per presbitero | diaconi | uomini    | donne     | parrocchie |
| ---- | ----------- | ----------- | ----------- | ---------- | ---------- | ---------- | ------------------------- | ------- | --------- | --------- | ---------- |
| 1965 | 170.000     | 170.500     | 99,7        | 27         | 20         | 7          | 6.296                     |         | 7         | 39        | 22         |
| 1976 | 265.835     | 276.573     | 96,1        | 29         | 16         | 13         | 9.166                     |         | 18        | 49        | 24         |
| 1980 | 234.400     | 245.700     | 95,4        | 27         | 9          | 18         | 8.681                     |         | 21        | 45        | 25         |
| 1990 | 281.000     | 291.000     | 96,6        | 33         | 17         | 16         | 8.515                     | 2       | 17        | 72        | 30         |
| 1999 | 156.573     | 374.059     | 41,9        | 36         | 27         | 9          | 4.349                     | 2       | 10        | 97        | 30         |
| 2000 | 307.680     | 384.600     | 80,0        | 32         | 24         | 8          | 9.615                     | 2       | 9         | 76        | 36         |
| 2001 | 364.804     | 384.004     | 95,0        | 40         | 30         | 10         | 9.120                     | 2       | 18        | 81        | 38         |
| 2002 | 304.286     | 387.134     | 78,6        | 41         | 31         | 10         | 7.421                     | 2       | 11        | 75        | 38         |
| 2003 | 310.371     | 394.876     | 78,6        | 40         | 31         | 9          | 7.759                     | 2       | 10        | 66        | 38         |
| 2004 | 316.570     | 402.770     | 78,6        | 39         | 30         | 9          | 8.117                     | 2       | 10        | 66        | 38         |
| 2010 | 354.017     | 454.314     | 77,9        | 48         | 41         | 7          | 7.375                     | 2       | 9         | 47        | 40         |
| 2014 | 370.000     | 476.000     | 77,7        | 54         | 46         | 8          | 6.851                     | 2       | 17        | 48        | 40         |
| 2017 | 379.257     | 476.894     | 79,5        | 60         | 51         | 9          | 6.320                     | 1       | 19        | 46        | 41         |
| 2020 | 352.865     | 476.069     | 74,1        | 66         | 57         | 9          | 5.346                     | 2       | 19        | 42        | 41         |
| 2022 | 395.365     | 505.092     | 78,3        | 62         | 55         | 7          | 6.376                     | 2       | 17        | 46        | 41         |